# Kiss×sis
Kiss×sis (キス×シス Kisu×shisu?) es una serie de manga escrita e ilustrada por Bow Ditama. El one-shot original se publicó en enero de 2004 en la revista de demografía seinen de Kōdansha Bessatsu Young Magazine, y la serialización comenzó en esta el 11 de diciembre de 2005. Finalizó el 21 de septiembre de 2021, tras haberse publicado veinticinco volúmenes recopilatorios.
Existen dos series de anime producidas por el estudio Feel, aunque la segunda es una compilación de episodios especiales, el primero de los cuales se incluyó en el tercer volumen del manga, publicado el 22 de diciembre de 2008. La segunda serie televisiva, de doce episodios, se transmitió en AT-X entre el 5 de abril y el 21 de junio de 2010.

## Argumento
Kiss×sis trata sobre Keita Suminoe, un estudiante de tercer año de secundaria quien se prepara para los exámenes de admisión para entrar a la preparatoria. Keita vive con sus dos hermanastras gemelas mayores, Ako y Riko, quienes lo acosan de distintas maneras, hasta el punto de mostrar su amor por él en público. A pesar de que no comparten lazos sanguíneos, el joven las ve como hermanas. Estas le ayudan a prepararse para los exámenes de admisión. Al principio, a Keita le molesta que lo acosen, pero poco a poco se va acostumbrando y se va sintiendo atraído por ellas. Sus padres lo animan para que escoja a alguna y se case con ella en el futuro.

## Personajes

### Familia Suminoe
Keita Suminoe (住之江 圭太 Suminoe Keita?)
Voz por: Ken Takeuchi
Es un estudiante de tercer año de secundaria que se está preparando para los exámenes de admisión de la preparatoria, donde asisten sus dos hermanas gemelas mayores, Ako y Riko. Su idea original era ir a otra institución, pero por insistencia de las gemelas, en el capítulo 18 accede a ir donde ellas, para lo que debe estudiar mucho; Ako y Riko lo ayudan en este proceso. Por lo demás, Keita se embriaga fácilmente y cuando lo hace no recuerda nada al otro día, y a pesar de su alto sentido de la moral, esconde pensamientos propios de un pervertido. Como se revela más adelante, de niño, cuando aún desconocía el significado de poligamia, estaba enamorado de ellas y quería casarse con las dos en el futuro. 
Ako Suminoe (住之江 あこ Suminoe Ako?)
Voz por: Ayana Taketatsu
Es la mayor de las dos gemelas, y lo que la diferencia de su hermana es el gancho que usa para recogerse el cabello. Otra diferencia es que Ako sabe cocinar gracias a que su madre le enseñó, como también se encarga de realizar los quehaceres del hogar. Es comunicativa e inteligente, pero a la vez muy ingenua e infantil. Pertenece al comité escolar, donde abusa de su autoridad para llegar hasta su hermano menor. Es una pervertida, cosa que oculta, aunque perfectamente es capaz de besar a Keita en público.
Riko Suminoe (住之江 りこ Suminoe Riko?)
Voz por: Yuiko Tatsumi
La hermana menor, que se recoge el cabello utilizando una cola de caballo. Tiene una tira adhesiva sanitaria en el pómulo izquierdo y una mirada fría. Es directa, negativa y más tímida que Ako, puesto que no tiene el valor para besar a Keita en público. Es también muy éstricta, puesto que se vale de un bokken/shinai para castigar a los estudiantes. Al igual que su hermana, abusa de su autoridad para llegar a Keita.

### Otros
Miharu Mikuni (三国 美春 Mikuni Miharu?)
Voz por: Yoriko Nagata
Una adolescente que se introdujo en el capítulo 18 del manga, aparece regresando la carta de aceptación de Keita cuando encontró a su perro tratando de enterrarla en su patio. De la combinación del estrés y la desesperación a causa de creer no haber ingresado, y descubriendo que en realidad sí había sido aceptado, Keita la abraza aliviado. Después de esto ella demuestra atracción hacia Keita. A menudo cuando hablan ella se sonroja y se siente muy cómoda cuando Keita la abraza, pero en general afirma que no tiene nada que ver con él (aunque es evidente que ella se siente atraída a él, manteniendo su distancia a causa de sus hermanas). Ella tiene más busto que las hermanas de Keita, sintiendo Keita algo de atracción a causa de esto, recordando el primer abrazo. Actualmente está en la preparatoria Gakushū en el mismo salón que Keita. La gente a menudo cree que está involucrada con Keita, y la mayoría de veces quedará atrapada en medio de las ocurrencias de las gemelas (lo cual comenta en el capítulo 25). Es la única chica por la que Keita se pone nervioso, lo cual sugiere que siente algo por ella. Para ocultar la relación de Keita con su profesora que sería mal vista por la escuela y podría costarle el cargo a ella y la expulsión a él, le propone ayudarlo simulando ser su pareja, pero después termina enamorándose de él. Luego de la ruptura de Keita y su profesora y de muchas vivencias, finalmente se le declara en el capítulo 138 del manga, pero él la rechaza.
Mikazuki Kiryū (桐生 三日月 Kiryū Mikazuki?)
Voz por: Asuka Ogame
Un año menor que Keita y que esta tras este. Estuvieron en el mismo club deportivo en su antigua escuela. Ella es incluso más pervertida que Ako y Riko cuando se trata de atraer la atención de Keita, sin temor a mostrarle (a Keita) sus partes privadas en frente de otros. También es algo cabezahueca, y cree que Miharu y Keita ya no son vírgenes cuando los encuentra abrazados.
Yūzuki Kiryū (桐生 夕月 Kiryū Yūzuki?)
Voz por: Asami Imai
Es la nueva profesora en la Preparatoria Gakushū y la tutora de Keita y Miharu, la cual en un capítulo anterior trabajaba como vendedora en una tienda de ropa. Debido a ser inoportuna, y sin saber que Keita y sus hermanas no tienen relación de sangre, cree que él es un anormal que sale con varias chicas y se acuesta con sus hermanas. Suele exagerar pensando en lo que hacen Keita y sus hermanas en casa. Convencida de esto, trata de reclutar a Miharu, creyendo que es una de las chicas con las que sale Keita, para que tengan una cita y separarlo de sus hermanas. Es la hermana mayor de Kiryū Mikazuki, con la que se empieza a distanciar, por irse a vivir sola, a causa de llevarse mal con su madre por ser una otaku. Sin embargo, luego de aclarar todo, parece que empieza a sentir algo por Keita. Vive sola y la gente la considera una mujer Otaku, tiene cierto gusto por los Samurái y hace cosplay, debido a esto, gasta tanto dinero en cosas de Otaku que normalmente consume comida instantánea, en el manga empieza a salir con Keita. Es una gran fan de Naoe Kanetsugu y tiene muchas cosas de él (desde un póster hasta una dakimakura). En el capítulo 112 del manga, Yuzuki termina su relación amorosa con Keita, ya que este no mostraba interés en su futuro cuando termine la secundaria.
Otosan/Okasan (お父さん/お母さん Otosan/Okasan?)
Voz por: Tomoyuki Shimura (Papá), Tomoe Hanba (Mamá)
Sus nombres son desconocidos. Ambos se casaron cuando ya tenían hijos. Papá tenía a Keita y Mamá a Ako y Riko. Debido a que sus hijos no tienen relación de sangre, los apoyan constantemente para que algún día se casen.
Otros estudiantes varones
Toda (戸田 Toda?), Chiba, Kawasaki
Voz por: Kiyotaka Furushima (Toda), Daisuke Matsuo (Chiba), Shunzou Miyasaka (Kawasaki)
Compañeros de clase de Keita, los que están enamorados de Ako y Riko. Parecen ser masoquistas y la única razón por la que entraron a la preparatoria era para ser castigados por las hermanas. Dicen que Keita es muy afortunado, pensando erróneamente, que lo hace con todas las chicas que conoce.

## Contenido

### Manga
Kiss×sis comenzó como una historia de un capítulo de estilo seinen y se publicó en enero de 2004 en la revista de Kōdansha Bessatsu Young Magazine. Se aprobó la producción de un manga completo, cuyas entregas se publicaron entre el 11 de diciembre de 2005 y el 21 de septiembre de 2021. El primer volumen encuadernado fue lanzado en Japón el 6 de septiembre de 2007, bajo la imprenta KC Deluxe, mientras que el último, el vigesimoquinto, hizo lo propio el 18 de noviembre de 2021.

#### Lista de volúmenes
| N.º | Fecha de publicación    | Edición Limitada con DVD | Edición Normal         |
| --- | ----------------------- | ------------------------ | ---------------------- |
| 01  | 6 de septiembre de 2007 |                          | ISBN 978-4-06-372344-1 |
| 02  | 4 de enero de 2008      |                          | ISBN 978-4-06-375428-5 |
| 03  | 22 de diciembre de 2008 | ISBN 978-4-06-937284-1   | ISBN 978-4-06-375613-5 |
| 04  | 22 de mayo de 2009      | ISBN 978-4-06-937296-4   | ISBN 978-4-06-375723-1 |
| 05  | 20 de noviembre de 2009 | ISBN 978-4-06-358298-7   | ISBN 978-4-06-375829-0 |
| 06  | 4 de junio de 2010      | ISBN 978-4-06-358311-3   | ISBN 978-4-06-375925-9 |
| 07  | 22 de noviembre de 2010 | ISBN 978-4-06-375998-3   | ISBN 978-4-06-375998-3 |
| 08  | 22 de junio de 2011     | ISBN 978-4-06-375998-3   | ISBN 978-4-06-376073-6 |
| 09  | 30 de noviembre de 2011 | ISBN 978-4-06-376158-0   | ISBN 978-4-06-376158-0 |
| 10  | 6 de julio de 2012      | ISBN 978-4-06-376662-2   | ISBN 978-4-06-376662-2 |
| 11  | 6 de febrero de 2013    | ISBN 978-4-06-376788-9   | ISBN 978-4-06-376788-9 |
| 12  | 6 de noviembre de 2013  | ISBN 978-4-06-376926-5   | ISBN 978-4-06-376926-5 |
| 13  | 6 de septiembre de 2014 | ISBN 978-4-06-377037-7   | ISBN 978-4-06-377037-7 |
| 14  | 6 de abril de 2015      | ISBN 978-4-06-358745-6   | ISBN 978-4-06-377162-6 |
| 15  | 6 de noviembre de 2015  | ISBN 978-4-06-377347-7   | ISBN 978-4-06-377347-7 |
| 16  | 6 de abril de 2015      |                          | ISBN 978-4-06-377455-9 |
| 17  | 4 de noviembre de 2016  |                          | ISBN 978-4-06-393070-2 |
| 18  | 2 de mayo de 2017       |                          | ISBN 978-4-06-393185-3 |
| 19  | 6 de diciembre de 2017  |                          | ISBN 978-4-06-510536-8 |
| 20  | 6 de julio de 2018      |                          | ISBN 978-4-06-512017-0 |
| 21  | 6 de marzo de 2019      |                          | ISBN 978-4-06-514797-9 |
| 22  | 6 de marzo de 2020      |                          | ISBN 978-4-06-518812-5 |
| 23  | 4 de diciembre de 2020  |                          | ISBN 978-4-06-521705-4 |
| 24  | 17 de junio de 2021     |                          | ISBN 978-4-06-523672-7 |
| 25  | 18 de noviembre de 2021 |                          | ISBN 978-4-06-525882-8 |

### Animaciones originales
En junio de 2008 se anunció que una adaptación de animaciones originales de Kiss×sis sería producida por Feel. El 22 de diciembre de ese año se publicó el primer OVA, que dirigió Munenori Nada y que vino incluido en el tercer volumen del manga. El resto de entregas se empaquetaron junto con los subsecuentes tomos recopilatorios. La duodécima y última se lanzó el 6 de abril de 2015. El opening y el ending fueron "Nuestro Honey Boy" (ふたりのハニーボーイ Futari no Hanibōi?), interpretado por Ayana Taketatsu y Yuiko Tatsumi, e "Historia del Cielo Estrellado" (星空物語 Hoshizora Monogatari?), interpretado por Nana Takahashi, respectivamente.

### Anime
Una adaptación del manga a anime de doce episodios se emitió en AT-X entre el 5 de abril y el 21 de junio del 2010. Un preestreno del primer episodio, censurado, fue emitido en línea el 28 de marzo de 2010. El opening es "Balance Kiss" (バランスKISS Baransu Kisu?) interpretado por Ayana Taketatsu y Yuiko Tatsumi, y el ending "Our Steady Boy" interpretado por Yui Ogura y Kaori Ishihara. El ending para el episodio 12 es "De Las Dos" (ふたりFutari?) interpretado por Yui Ogura y Kaori Ishihara. El primer volumen DVD fue publicado el 23 de junio de 2010. A diferencia de los otros episodios emitidos en televisión, ciertas escenas de los episodios del 9 al 12 fueron censuradas. Una edición DVD/Blu-ray fue subsecuentemente publicada sin la censura.

#### Lista de episodios
| #  | Título | Estreno                                                     |
| -- | --- | ----------------------------------------------------------- |
| 1  | «Días maravillosos» «Wandafuru Deizu» (ワンダフルデイズ)                                                                                               | Preestreno: 28 de marzo de 2010 Emisión: 5 de abril de 2010 |
| 2  | «Una lección para dos» «Futanin-kiri no ressun» (二人きりのレッスン)                                                                                   | 12 de abril de 2010                                         |
| 3  | «Dulces seductores» «Miwaku no suītsu» (魅惑のスイーツ!)                                                                                               | 19 de abril de 2010                                         |
| 4  | «Cualidades de un amante» «Koibito no Shikaku» (恋人の資格)                                                                                            | 26 de abril de 2010                                         |
| 5  | «¡Lo siento!» «Gomen'nasai!» (ゴメンナサイ!) | 3 de mayo de 2010                                           |
| 6  | «Inquietud en Akiba» «Munasawagi no Akiba» (胸騒ぎのアキバ)                                                                                            | 10 de mayo de 2010                                          |
| 7  | «¿¡Q-Queeé!? Una desilusión húmeda gotea en medio del verano» «Na, Nan to~!? Bisho Nure Manatsu no Mōsōkyoku» (な、なんと～っ!?びしょ濡れ真夏の妄想曲) | 17 de mayo de 2010                                          |
| 8  | «Siempre es así en agosto» «Hachigatsu wa Itsumo Are» (八月はいつもアレ)                                                                               | 24 de mayo de 2010                                          |
| 9  | «Ir hacia Dios solo en momentos de sufrimiento» «Kurushii Toki wa Kamidanomi» (苦しい時は神頼み)                                                       | 31 de mayo de 2010                                          |
| 10 | «¡Finalmente, la cosa es real!» «Tōtō Honban!» (とうとう本番！)                                                                                        | 7 de junio de 2010                                          |
| 11 | «¡Pequeñeces de un buen día!» «Ii Hi, Damedashi!» (いい日、ダメ出し!)                                                                                  | 14 de junio de 2010                                         |
| 12 | «¡Uno, dos, ¡3P!» «Ichi, Ni no, San Pī!» (いち、にの、3P!)                                                                                             | 21 de junio de 2010                                         |

#### OVAS
| Núm. | Título | Fecha de estreno        |
| ---- | --- | ----------------------- |
| 0    | "Empezar desde cero" "Zero Kara Hajimeyō" (ゼロから始めよう)                                                            | 22 de diciembre de 2008 |
| 1    | "Bajo el mismo techo" "Hitotsu Yane no Shita" (ひとつ屋根の下)                                                          | 22 de mayo de 2009      |
| 2    | "Navidad para dos" "Futari de Kurisumasu" (ふたりでクリスマス)                                                          | 20 de noviembre de 2009 |
| 3    | "Ensayo secreto" "Himitsu no Yokō Renshū" (ひみつの予行練習)                                                            | 4 de junio de 2010      |
| 4    | "La suprema bendición del viaje a las aguas termales" "Shifuku no Onsen Ryokō" (至福の温泉旅行)                         | 22 de noviembre de 2010 |
| 5    | "Impactado en el desconcierto" "Gorimuchū de Muchumuchu" (五里霧中でむちゅむちゅ)                                       | 22 de junio de 2011     |
| 6    | "¡Mmm! Examen físico" "Mumumu! na Kenkōshidan" (むむむっ!な健康診断)                                                    | 30 de noviembre de 2011 |
| 7    | "Las flores de durazno florencen durante la temporada lluviosa" "Chō Tsuyuni Saita Momo no Hana" (長梅雨に咲いた桃の花) | 6 de julio de 2012      |
| 8    | "¿Después de todo? La memorable visita a casa" "Yappari!? Haran no Kateihōmon" (やっぱり！？波乱の家庭訪問)             | 6 de febrero de 2013    |
| 9    | "Enloquecida por el sudor joven" "Kuruoshiki Seishun no Ase" (狂おしき青春の汗)                                         | 6 de noviembre de 2013  |
| 10   | "En ese Campo visual, muchos colores" "Aru ya Nashiya wa, Jūninto-iro" (あるやなしやは、十人十色)                       | 6 de agosto de 2014     |
| 11   | "Siempre una buena relación" "Itsumade mo Ī Kankei" (いつまでもイイ関係)                                                | 6 de abril de 2015      |